# Leiocolea rutheana
Leiocolea rutheana là một loài rêu tản trong họ Jungermanniaceae. Loài này được (Limpr.) K. Müller miêu tả khoa học lần đầu tiên năm 1940.